# Ginjo Thākurgaon
Ginjo Thākurgaon är en ort i Indien.   Den ligger i distriktet Rānchī och delstaten Jharkhand, i den östra delen av landet, 1 000 km sydost om huvudstaden New Delhi. Ginjo Thākurgaon ligger 696 meter över havet och antalet invånare är 10 000.
Terrängen runt Ginjo Thākurgaon är platt. Runt Ginjo Thākurgaon är det mycket tätbefolkat, med 2 431 invånare per kvadratkilometer. Närmaste större samhälle är Kānke, 17,7 km sydost om Ginjo Thākurgaon. Trakten runt Ginjo Thākurgaon består till största delen av jordbruksmark.